# Briviesca
Briviesca est une commune d’Espagne, dans la province de Burgos, communauté autonome de Castille-et-León. Au XIVe et jusqu'au XVIIe siècle, la cité était désignée en français sous le nom de "Borgues".

## Histoire
En 1366, la cité fut prise par les Grandes Compagnies et les troupes franco-bretonnes conduites par Bertrand Du Guesclin et Guillaume Boitel pour le compte d'Henri de Trastamare.